# Jewett, New York
Jewett är en kommun (town) i Greene County i delstaten New York. Vid 2010 års folkräkning hade Jewett 953 invånare.